# Cross-Country (Mountainbikesport)
Cross-Country (Abk. CC oder XC) ist eine Gruppe von Ausdauer-Disziplinen im Mountainbikesport. Sie umfasst eine Reihe von Einzeldisziplinen, die vergleichbare Anforderungen an die Streckenbeschaffenheit, Kondition, Fahrtechnik und Sicherheit stellen und von der UCI nach einheitlichen Regeln ausgetragen werden. Cross-Country ist vorrangig eine Ausdauersportart, jedoch ermöglicht erst eine gute Fahrtechnik die sichere Bewältigung der Fahrstrecke. Jüngere Disziplinen des Cross-Country sind kürzer und erfordern andere Leistungsspitzen hin zum Sprint. Als Sportgerät kommen meist Cross-Country-Mountainbikes zum Einsatz. Seit 1996 ist Cross-Country mit der Einzeldisziplin Cross-Country (olympisch) Bestandteil des Programms der Olympischen Spiele.
Im allgemeinen Sprachgebrauch steht der Begriff Cross-Country auch als Kurzform für das Cross-Country (olympisch), häufig aber mit dem Zusatz XCO.

## Geschichte
Zum Anfang des Mountainbikesports entstanden zwei Hauptrichtungen: Downhill als Wettkampf den Berg (hill) hinab (down) und Cross-Country als Wettkampf kreuz (cross) und quer durchs Land (country). Streckenlänge und Renndauer des Cross-Country haben anfangs variiert, insbesondere durch den Breitensport haben sich zusätzlich Wettkämpfe über längere Strecken etabliert.
Eine Pionierrolle kommt dem US-amerikanischen Fahrradbauer und Mountainbiker Tom Ritchey zu, der in den späten 1970ern und frühen 1980ern die Wildnis von Marin County und den John-Muir-Trail im Hochgebirge mit dem Fahrrad erkundete. Hierfür entwickelte er um 1980 ein funktionelles, zuverlässiges, leichtes und stabiles Rad, das als das erste Cross-Country-Mountainbike gelten kann.
Die Einführung eines Weltcups und der Weltmeisterschaften sowie die geplante Aufnahme des Cross-Country in das olympische Programm erforderte eine Präzisierung des Reglements, das im Wesentlichen dem heutigen Cross-Country (olympisch) entspricht. Aus den schon bestehenden Rennformaten über mehrere Tage und/oder über längere Distanzen entwickelten sich die Disziplinen Cross-Country Marathon und Cross-Country-Etappenrennen.
2011 beschloss die UCI, die Wettbewerbe im Four Cross aufgrund der hohen Kosten und der Eingriffe in die Natur aus dem Programm des MTB-Weltcups zu streichen. Als Ersatz hat die UCI 2012 den Cross-Country Eliminator als neue Disziplin anerkannt und in den Weltcup aufgenommen. Im Jahr 2018 kam als neues Format der Cross-Country Short Track dazu, der die Rennen im Cross-Country durch kürzere Strecken und Rennen attraktiver für Zuschauer und TV zu machen soll.
Darüber hinaus gibt es in der Mountainbike-Disziplin E-Mountainbike Wettbewerbe im Cross-Country (E-MTB XC).

## Wettkampfformate/Disziplinen

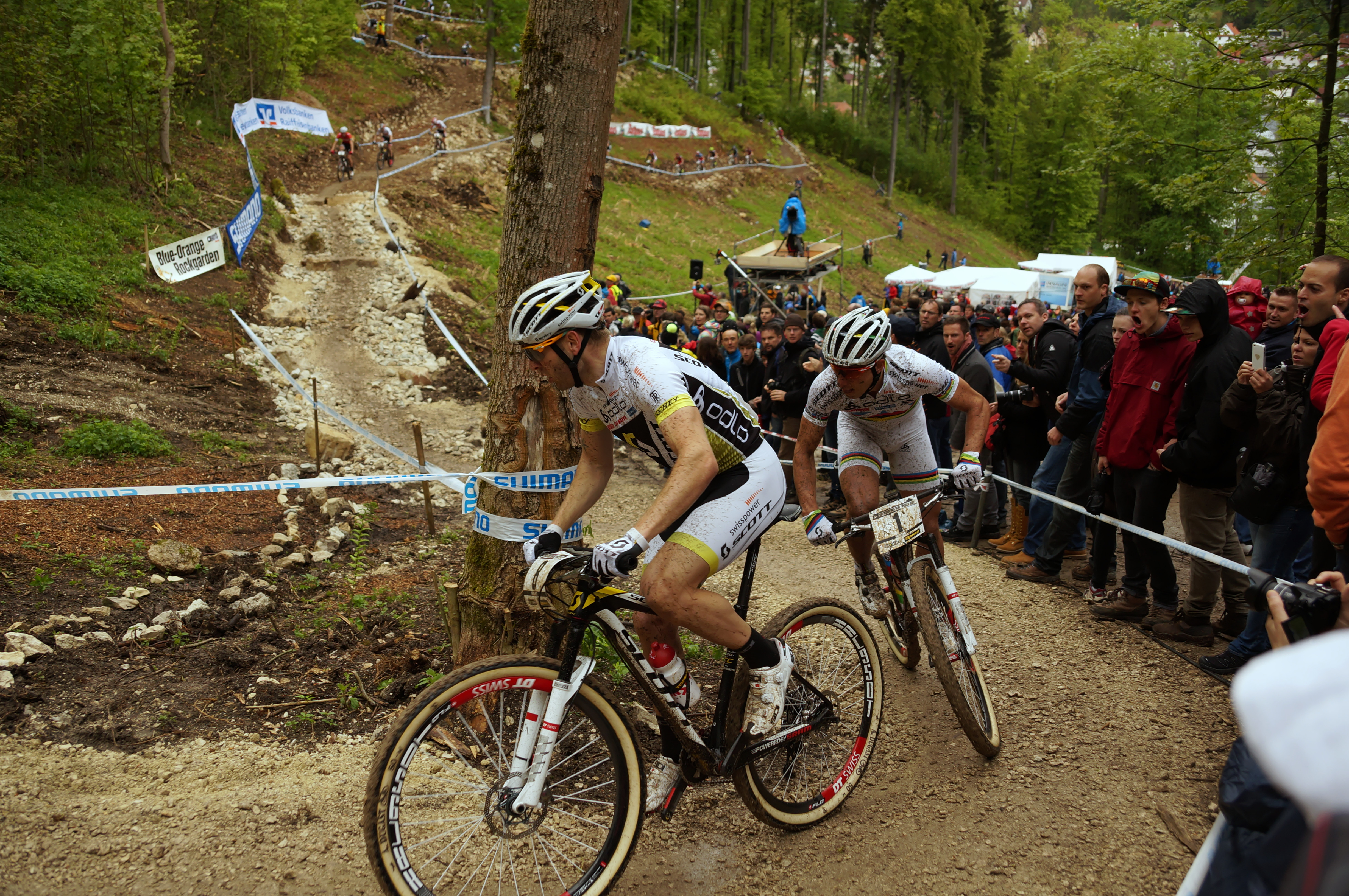
XCO-Weltcuprennen in Albstadt (2013)

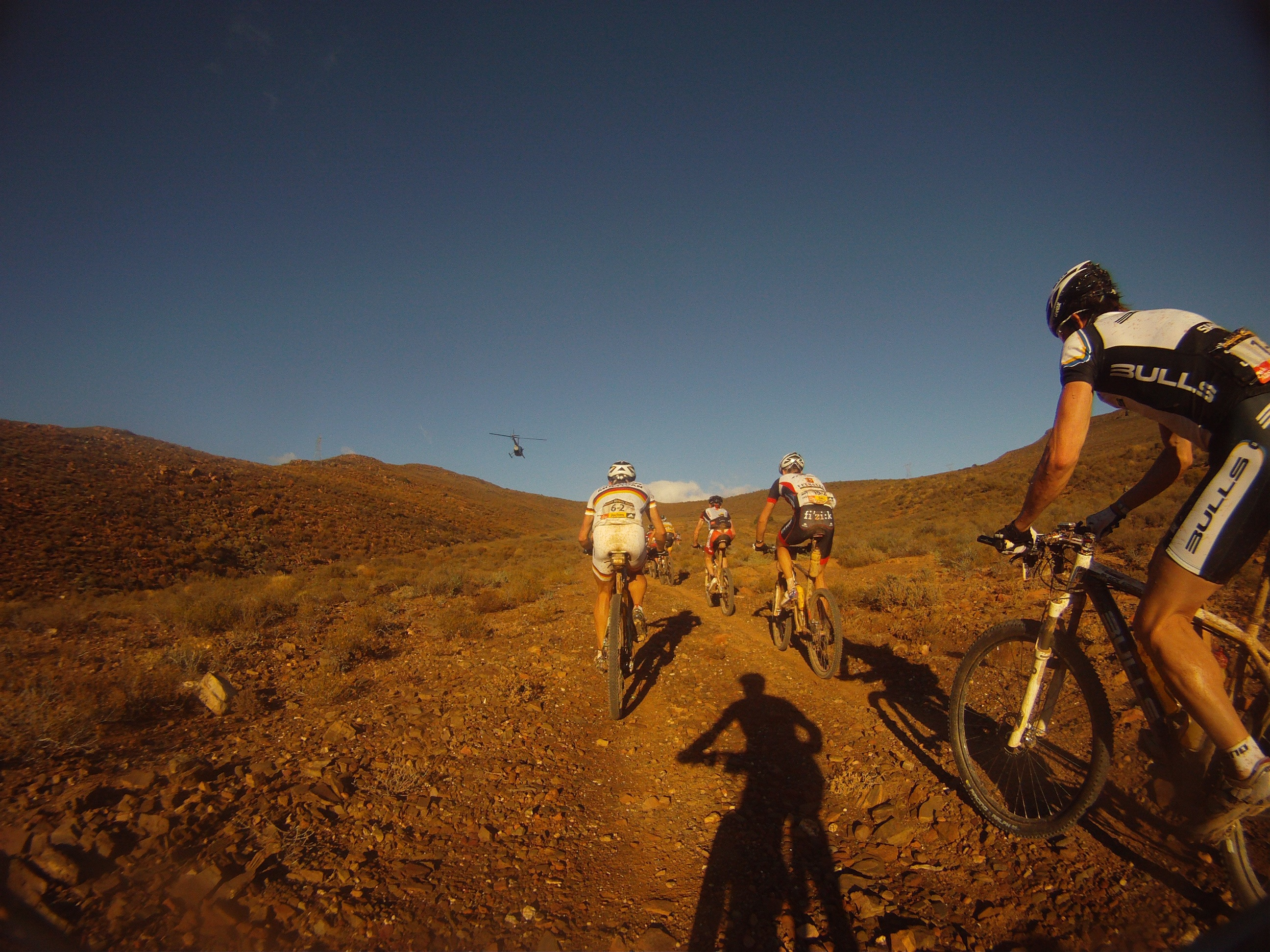
Szene vom Marathon-Etappenrennen Cape Epic (2009)

- Cross-Country (olympisch) (XCO) sind Einzelrennen auf einem Rundkurs mit Massenstart und einer Renndauer von ca. 90 Minuten.
- Cross-Country Short Track oder Cross Country Kurzstrecke (XCC) sind Sprintrennen vergleichbar dem olympischen Cross-Country, jedoch auf kürzerer Strecke und mit kürzerer Renndauer.
- Cross-Country Eliminator (XCE) sind Ausscheidungsrennen auf Mountainbikes vergleichbar dem Skicross oder Snowboardcross.
- Cross-Country Marathon (XCM) sind Einzelrennen über eine Renndistanz von 60 bis 160 km
- Cross-Country Staffelrennen (Cross-country team relay – XCR) sind Staffelrennen im Cross-Country. Die Disziplin wird in der Regel nur bei internationalen Meisterschaften ausgetragen. Eine Staffel besteht aus bis zu fünf Athleten, wobei auch gemischte Teams aus Männern und Frauen möglich sind.
- Cross-Country Etappenrennen (Cross-country stage race – XCS) sind Rennen, die aus mehreren Einzelrennen an mehreren Renntagen bestehen. Sieger der Gesamtwertung ist, wer die Gesamtstrecke in der kürzesten Zeit absolviert hat.
- Cross-Country Punkt zu Punkt (Cross-country point-to-point – XCP) sind Rennen, bei denen Start- und Zielort unterschiedlich sind. Die Disziplin ist keine eigenständige Disziplin, sondern wird nur bei Cross-Country Etappenrennen ausgetragen.
- Cross-Country Zeitfahren (Cross-country time trial – XCT) sind Wettbewerbe vergleichbar dem Einzelzeitfahren im Straßenradsport. Die Fahrer starten einzeln, das Ergebnis wird anhand der reinen Fahrtzeit ermittelt. Cross-Country Zeitfahren werden meist nicht als eigenständige Veranstaltung, sondern als Teil von Cross-Country Etappenrennen ausgetragen.
- Bergrennen (engl. Hill Climb, Abk. HC) sind – wie der Name es sagt – Rennen auf überwiegend stark ansteigenden Strecken. Der Start befindet sich im Tal, das Ziel am Berg. Die Strecke soll mindestens 10 km und die Fahrzeit 50 min betragen. Gestartet wird im Einzel- oder Massenstart, dementsprechend sind Bergrennen eine Sonderform von Cross-Country Zeitfahren (Bergzeitfahren) oder Cross-Country Punkt-zu-Punkt-Rennen.[4]

## Weltcup
Die Wettbewerbe im Cross-Country sind auf vier separate Weltcup-Serien verteilt:
- UCI-Mountainbike-Weltcup – mit Wettbewerben im XCO und XCC
- UCI-Mountainbike-Eliminator-Weltcup
- UCI-Mountainbike-Marathon-Weltcup
- UCI-E-Mountainbike-Weltcup

## Meisterschaften
Weltmeisterschaften, kontinentale Meisterschaften und nationale Meisterschaften werden in folgenden Disziplinen ausgetragen:
- Cross-Country (olympisch)
- Cross-Country Short Track
- Cross-Country Marathon
- Cross-Country Eliminator
- Cross-Country Staffelrennen

## Rankings
Die UCI führt im Cross-Country voneinander getrennte Rankings, jeweils für Männer und Frauen
- Cross-Country Ranking Elite (einschl. U23) (UCI XCO individual ranking) – mit Punkten aus den Disziplinen  XCO, XCC und XCE
- Cross-Country Ranking Junioren (UCI XCO juniors individual ranking) – mit Punkten aus den Disziplinen XCO und XCC
- Marathon Ranking (UCI XCM individual ranking) – mit Punkten aus den Disziplinen XCM und XCS

Vor Olympischen Spielen gibt es zusätzlich das MTB Olympic Qualification Ranking, anhand dessen die Teilnehmerzahlen für die einzelnen Nationen am olympischen Wettbewerb festgelegt werden.

## Teams
Bei der UCI können Radsportteams als UCI MTB Teams bzw. UCI MTB Elite Teams registriert werden.